# Kontredans
Kontredans – zbiorowy, figurowy taniec towarzyski pochodzenia angielskiego, popularny zwłaszcza we Francji od końca XVIII w. (w XIX w. przekształcił się w kadryla).

## Znane kontredanse
- Wolfgang Amadeus Mozart - Kontredans (KV 609)